# E questo è quanto
E questo è quanto è il secondo album in studio del cantautore italiano Roberto Casalino, pubblicato nel 2014.

## Tracce
1. Come per dire che
2. Torno io se torni tu
3. Portami a casa
4. Tu non mi ami ora
5. Aspetto sia domani
6. Ogni destino è originale
7. Fioreraro
8. In un istante
9. Il passato mente
10. Quella parola
11. Ventidieci